# Hyles sulphurata
Hyles sulphurata är en fjärilsart som beskrevs av Bandermann. 1925. Hyles sulphurata ingår i släktet Hyles och familjen svärmare. Inga underarter finns listade i Catalogue of Life.